# Завршје Подбелско
Завршје Подбелско је насељено место у саставу града Новог Марофа у Вараждинској жупанији, Хрватска. До територијалне реорганизације у Хрватској налазило се у саставу старе општине Нови Мароф.

## Становништво
На попису становништва 2011. године, Завршје Подбелско је имало 850 становника.

## Попис1991.
На попису становништва 1991. године, насељено место Завршје Подбелско је имало 885 становника, следећег националног састава:
| Попис 1991.‍  | Попис 1991.‍  | Попис 1991.‍ | Попис 1991.‍ | Попис 1991.‍ |
| ------------ | ------------ | ----------- | ----------- | ----------- |
|              |              |             |             |             |
| Хрвати       | Хрвати       |             | 884         | 99,88%      |
| неопредељени | неопредељени |             | 1           | 0,11%       |
| укупно: 885  |              |             |             |             |